# Páskovací technika

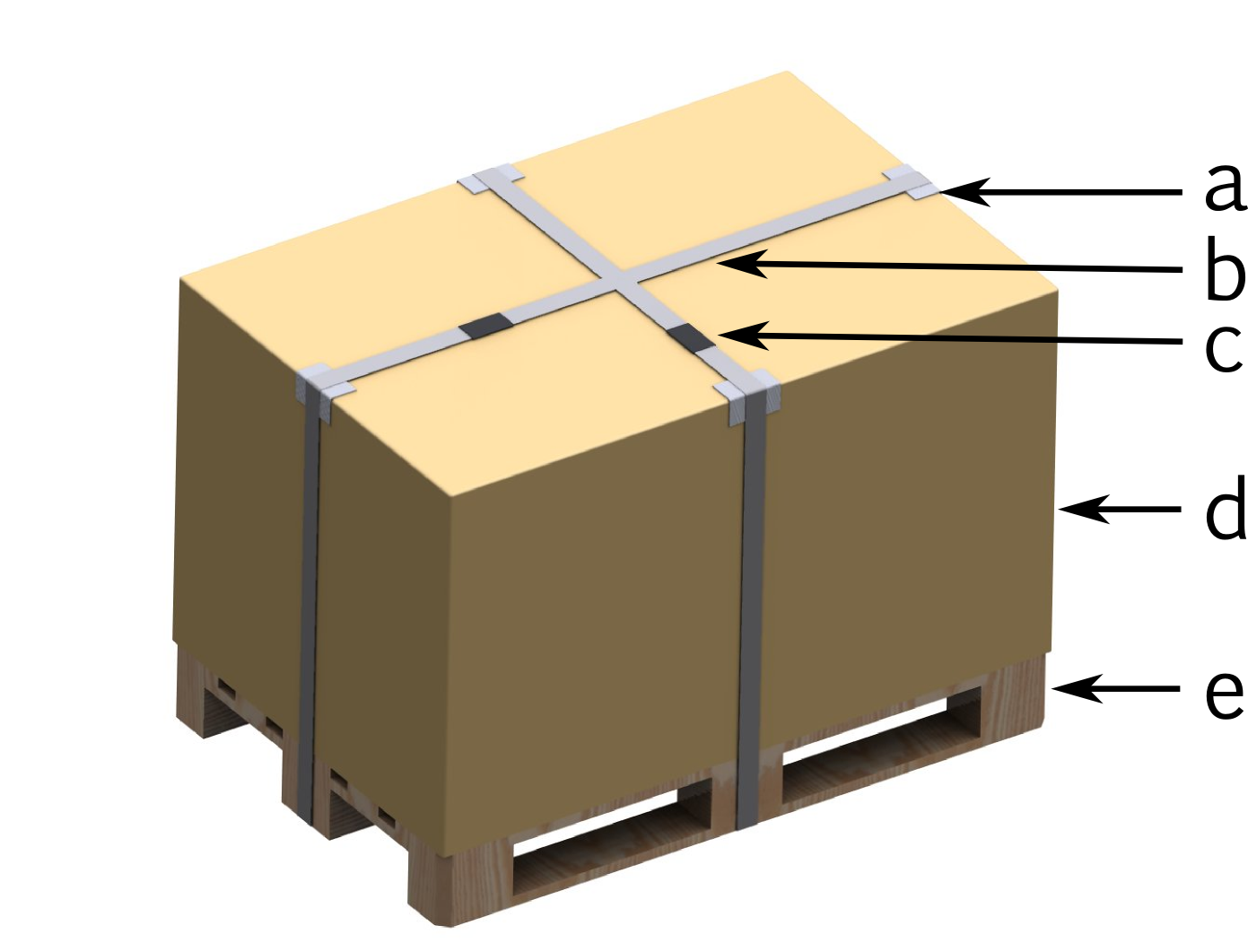
Kartonová krabice na europaletě: (a) ochrana hran, (b) páskování, (c) zajišťovací pouzdro, (d) krabice, (e) paleta

Páskovací technika je označení pro páskovací zařízení či stroj, také často označovaný jako páskováčka, vazačka, ráfovačka, nebo méně známým názvem buntovačka, který fixuje zboží různými typy vázací pásky.

## Rozdělení páskovacích strojů
Páskovací techniku můžeme rozdělit na:
- ruční páskovací strojky,
- poloautomatické páskovací stroje,
- automatické páskovací stroje,
- průchozí automaty,
- stroje určené k páskování palet,
- speciální páskovací stroje.

### Ruční páskovací stroje
Tento typ strojků se používá pro ruční páskování předmětů. Ruční páskovače mohou pracovat s PP, PET i ocelovou vázací páskou, v závislosti na typu páskovače. Ruční páskovače se dělí na:
- Mechanické (mechanické ruční páskovače pracují s PP vázací páskou, k jejímuž spojení je zapotřebí spony, nebo s ocelovou páskou, která je spojena průstřihem)
- Akumulátorové (výhodou použití akumulátorového páskovače je možnost spojení pásku pomocí frikčního sváru, tedy bezesponkové spojení. Tyto páskovače jsou pohodlnější a je s nimi snazší manipulace)
- Pneumatické (tyto páskovače, které pracují se stlačeným vzduchem, je vhodné použít se všemi druhy vázacích pásek. Lze je využít pro pevné spoje vytvořené speciálním prostřihem ocelové pásky)

### Poloautomatické páskovací stroje
Poloautomatické páskovací stroje jsou vhodné do méně náročných provozů. Jejich činnost vyžaduje práci obsluhy, která nasune vázací pásek do štěrbiny stroje, čímž se spustí proces páskování. Tyto stroje jsou vybaveny kolečky pro snadnější manipulaci.

### Automatické páskovací stroje
Automatické páskovací stroje jsou opatřeny rámem (obvaděčem), kterým je vedená páska. Tento typ stroje pracuje s PP nebo PET páskou a je vhodný i do náročnějších provozů. Stroje umožňují plynulou regulaci utahovací síly pomocí potenciometru. Pro páskování citlivých předmětů, které mohou být běžným zapáskováním deformovány, se používají speciální páskovací stroje, jež páskují pomocí papírového nebo foliového pásku.

### Průchozí automaty
Průchozí automaty jsou opatřeny hnanými válečky, které jsou vsazeny do pracovní plochy, díky těmto válečků a pomocí fotočidla, jež spustí úvazek, mohou pracovat bez lidské obsluhy. Výhodou průchozích automatů je možnost napojení na dopravníky a následného umístění do plně automatické linky.

### Stroje určené k páskování palet
K páskování zboží na paletě je možno použít ruční napínák či páskovačky, ovšem pro objemnější zboží nebo časté páskování je vhodnější využít speciální automatické páskovací stroje určené k páskování palet. Stroje jsou vyráběny buď pro horizontální páskování nebo vertikální. Tyto stroje lze vybavit např. přítlakem, který urovná zboží na palet, i dalším příslušenstvím, dle typu stroje.

### Speciální páskovací stroje
Tyto stroje jsou speciálně vyvinuty pro určité odvětví průmyslu a přizpůsobeny potřebám daného oboru (např. nerezová úprava stroje pro potravinářský průmysl).

## Vlastnosti a výhody páskování
Obvod balených předmětů je pevně zafixován vázací páskou, což významně usnadňuje manipulaci s předměty během přepravy. Obvykle páskovací stroj pracuje s vázacím PP (polypropylenovým), PET (Polyethylentereftalátovým), často nesprávně označovaný jako polyesterový, papírovým nebo ocelovým páskem. Pro páskování lze využít řadu různých materiálů:
- polypropylenové PP pásky
- polyethylentereftalátové PET pásky
- papírové a foliové pásky
- ocelové pásky atd.

V závislosti na použitých materiálech a rozměrech pásků lze páskování využít jak k balení těžkých předmětů, které vyžadují vysokou pevnost pásků (např. palety o váze až několika tun), tak k balení předmětů z méně tuhých materiálů, např. tiskovin či bankovek, které vyžadují šetrné zacházení.

## Spoje vázacích pásek
Spoj pásků může být proveden několika různými způsoby.
Vázací pásky lze spojovat
- tepelným svárem
- frikčním svárem (třením)
- ocelovou, drátěnou, nebo plastovou sponou,
- průstřihem pásků do sebe